# Cato (pueblo)
Cato es un pueblo ubicado en el condado de Cayuga en el estado estadounidense de Nueva York. En el año 2000 tenía una población de 2,744 habitantes y una densidad poblacional de 31.5 personas por km².

## Geografía
Cato se encuentra ubicado en las coordenadas 43°10′5.6″N 76°34′22.61″O / 43.168222, -76.5729472.

## Demografía
Según la Oficina del Censo en 2000 los ingresos medios por hogar en la localidad eran de $43,281, y los ingresos medios por familia eran $49,028. Los hombres tenían unos ingresos medios de $35,150 frente a los $24,572 para las mujeres. La renta per cápita para la localidad era de $19,941. Alrededor del 8.3% de la población estaban por debajo del umbral de pobreza.